# سزیم سولفات
سزیم سولفات (به انگلیسی: Caesium sulfate) با فرمول شیمیایی Cs۲SO۴ یک ترکیب شیمیایی است. که جرم مولی آن ۳۶۱٫۸۷ g/mol می‌باشد. 